# Nuhnewiesen, Wache und Dreisbachtal
Nuhnewiesen, Wache und Dreisbachtal este o arie protejată (arie specială de conservare — SAC, sit de importanță comunitară — SCI) din Germania întinsă pe o suprafață de 324,92 ha, integral pe uscat.

## Localizare
Centrul sitului Nuhnewiesen, Wache und Dreisbachtal este situat la coordonatele 51°06′14″N 8°39′22″E / 51.1039°N 8.6561°E.

## Înființare
Situl Nuhnewiesen, Wache und Dreisbachtal a fost declarat sit de importanță comunitară în octombrie 2000 pentru a proteja un număr necunoscut de specii din flora spontană și fauna sălbatică aflate în arealul zonei. Situl a fost protejat și ca arie specială de conservare în septembrie 2004.

## Biodiversitate
Situată în ecoregiunea continentală, aria protejată conține 4 habitate naturale: Formațiuni ierboase bogate în specii de Nardus, dezvoltate pe substraturi silicioase în zone montane (și în zone submontane, în Europa continentală), Liziere de ierburi înalte hidrofile de câmpie și de nivel montan până la alpin, Fânețe de joasă altitudine (Alopecurus pratensis, Sanguisorba officinalis), Fânețe montane.
La baza desemnării sitului se află un număr nedeclarat de specii protejate.